# Рір-проєкція
Рір-проєкція, рірпроєкція (від англ. Rear — задній, розміщений позаду) — найдавніший метод комбінованої зйомки: зйомка актора на фоні вже відзнятого матеріалу. Кінопроєктор розміщується або за декорацією, або на підлозі за спиною актора.
Вперше технологія була використана в 1927 році у фільмі «Метрополіс». У XXI столітті технологія була частково витіснена «хромакеєм», але отримала нове дихання завдяки розвитку світлодіодних екранів.

## Сучасні аналоги
Сучасні способи кіновиробництва, особливо цифрові із застосуванням технологій телебачення, не використовують рірпроєкцію в чистому вигляді. На телебаченні для поєднання акторів і фону використовується технологія «хромакей», заснована на заміщенні фону якогось кольору іншим зображенням. Як правило, це синій або зелений колір спеціального екрану, на якому знімаються актори чи телеведучі. По суті, «хромакей» замінює рірпроєкції і метод «блукаючої маски», здійснення яких технологічно стало в багато разів простіше і якісніше.

## Технологія

Схема рірпроєкції при зйомці акторів у декорації рухомого автомобіля

Проєкційне поєднання може здійснюватися зі стандартною частотою зйомки і проєкції, тобто 24 кадр/с, уповільнено або ж покадрово. Проєкційне поєднання зі стандартною частотою прийнято називати швидкої проєкцією, а з уповільненою або покадрово через інтервали часу - покадровою проєкцією (мультиплікаційна зйомка). Іноді в якості фону використовувався нерухомий діапозитив.
Швидка рірпроєкція багато використовувалася у перші десятиліття звукового кіно через громіздкість синхронної знімальної та звукозаписної апаратури. Через особливості технології синхронного запису акторської фонограми зйомка багатьох сцен була можлива тільки в студії. Тому більшість сцен з акторами, котрі їдуть в автомобілі або поїзді, що летять в літаку і пливуть на кораблях, знімалися способом рірпроєкції. При цьому вигляди з вікон знімалися заздалегідь, а інтер'єр салону автомобіля або купе вагона будувався в павільйоні студії.
При зйомці за технологією швидкої рірпроєкції попередньо відзнятий фон проєктується на прозорий матовий екран B, по іншу сторону якого знаходяться елементи декорації З з акторами і кінознімальний апарат D. При цьому кінопроектор A, що демонструє зображення на екрані, синхронізується з кінознімальним апаратом так, щоб відкриття обтюратора камери збігалося з відкриттям обтюратора проєктора. Для цього у дротах обох апаратів використовуються синхронні електродвигуни, які отримують змінний струм від загального джерела G. На екран проєктується дзеркально перевернуте зображення, яке з боку камери виглядає прямим.
З метою недопущення засвічення фону від освітлювальних приладів Е, які працюють на акторській сцені, на межі кадру встановлюються додаткові світлові огородження F.
Важливою умовою отримання якісного комбінованого зображення є достатня яскравість фонового зображення на просвітленому екрані. Для досягнення високої світловіддачі в деяких випадках використовуються два або три синхронізованих кінопроєктори, що показують на одному екрані однакові зображення.
До зйомки фонових кадрів для рірпроєкції пред'являються специфічні вимоги, у разі статичних фонів головне з яких - стійкість зображення. Особлива увага приділяється чистоті позитива, призначеного для проєкції на екран. З цієї причини з негативу, знятого для рірфона, виготовляються два або три позитиви, один з яких призначений для репетицій. Решта використовують тільки під час зйомки, переважно одноразово. Для достовірності одержуваного зображення іноді використовують спеціальні пристрої, що імітують похитування фонового зображення.
Установки для рірпроєкції монтувалися як в стаціонарних апаратних, розташованих в спеціально відведених павільйонах, так і в пересувних звукоізольованих боксах, що переміщуються в потрібний павільйон в залежності від місця розташування об'єктів, що знімаються. У ряді випадків рірпроєкція входить в якості складової частини в декорації фільму. Це відноситься в тому числі до нерухомих зображень, що знімається за допомогою фотоапарата і проєктуються в якості фону.
До недоліків способу рірпроєкції можна віднести неможливість повного з'єднання сцени в павільйоні з фоном - актор не може зайти за тло дерева, колони інших предметів які проєктуються. Крім того, при такому способі зображення фон фактично перезнімається ще раз (контртипується), що погіршує його фотографічну якість.